# Hesperilla flavescens
Hesperilla flavescens é uma espécie de borboleta da família Hesperiidae.